# سیارک ۶۵۹۰
سیارک ۶۵۹۰ (به انگلیسی: 6590 Barolo، نامگذاری:1985TA2) شش هزار و پانصد و نودمین سیارک کشف شده‌است که در ۱۵ اکتبر ۱۹۸۵ کشف شد.
قدر مطلق سیارک برابر ۱۱٫۶۰ است.